# Línea Toei Asakusa
La Línea Toei Asakusa (都営浅草線 Toei Asakusa-sen?) es una línea del metro de Tokio operada por el buró de transporte de Tokio. En los mapas y señalización su color es rosado. La numeración de sus estaciones es codificada por la letra A seguida de un número de dos dígitos. Es la línea que discurre entre la estación Nishi-Magome (A-01) en el barrio de Ōta (en el sur) y la estación Oshiage (A-20) en el barrio de Sumida (en el noroeste). Su número de planificación de línea es  1.
La Línea Toei Asakusa fue la primera línea del metro en Japón para ofrecer servicios recíprocos a través de una compañía de ferrocarril privada. La compañía Keikyū operan servicios recíprocos en la Línea Keikyū de Sengakuji a Misakiguchi (en la Línea Kurihama) y el Aeropuerto Internacional de Haneda (en la Línea Keikyū Kūkō). El Ferrocarril Keisei operan servicios recíprocos en la Línea Keisei de Oshiage a Shibayama-Chiyoda (en el Ferrocarril Shibayama) y el Aeropuerto Internacional de Narita (a través de la Línea Oshiage). Como resultado, la mayoría de los servicios de la línea tiene una recorrida entre las estaciones Oshiage y Sengakuji; solo hay un pocos trenes que tiene una recorrida entre las estaciones Sengakuji y Nishi-Magnome.

## Servicios
- Trenes locales (普通 futsū) operan entre las estaciones Nishi-Magome y Sengakuji.
- Trenes rápidos (快速 kaisoku) operan entre las estaciones Nishi-Magome y Keisei-Sakura; estos trenes tienen paradas a todas de las estaciones en este línea.
- Trenes expresos limitados (快特 kaitoku) son operado por Keikyū (entre las estaciones Keisei-Takasago y Misakiguchi). Estos trenes tienen parada en todas las estaciones entre Oshiage y Sengakuji.
- Trenes expresos limitados al aeropuerto (エアポート快特 eapōto kaitoku) tienen paradas a ciertas estaciones en la Línea Toei Asakusa; estos trenes conectan el aeropuerto de Narita con el aeropuerto de Haneda.

## Estaciones
- Todas las estaciones están localizando en Tokio.
- El servicio expreso limitado al aeropuerto tiene paradas a las estaciones que son marcados como un "●" y pasa las estaciones que son marcados como un "|". Todos de los trenes de los otros servicios tienen paradas a todas de las estaciones.

| Código                                                   | Estación                                                 | Japonés                                                  | Longitud (km)                                            | Longitud (km)                                            | Expreso limitado al aeropuerto | Transferencias | Ubicación |
| Código                                                   | Estación                                                 | Japonés                                                  | Entre estaciones                                         | Total                                                    | Expreso limitado al aeropuerto | Transferencias | Ubicación |
| -------------------------------------------------------- | -------------------------------------------------------- | -------------------------------------------------------- | -------------------------------------------------------- | -------------------------------------------------------- | --- | --- | --- |
| A-01                                                     | Nishi-Magnome                                            | 西馬込                                                   | -                                                        | 0,0                                                      | Línea Keikyū | | Ōta |
| A-02                                                     | Magome                                                   | 馬込                                                     | 1,2                                                      | 1,2                                                      | Línea Keikyū | | Ōta |
| A-03                                                     | Nakanobu                                                 | 中延                                                     | 0,9                                                      | 2,1                                                      | Línea Keikyū | Línea Ōimachi (OM04) | Shinagawa |
| A-04                                                     | Togoshi                                                  | 戸越                                                     | 1,1                                                      | 3,2                                                      | Línea Keikyū | | Shinagawa |
| A-05                                                     | Gotanda                                                  | 五反田                                                   | 1,6                                                      | 4,8                                                      | Línea Keikyū | - Línea Yamanote (JY23) - Línea Ikegami (IK01) | Shinagawa |
| A-06                                                     | Takanawadai                                              | 高輪台                                                   | 0,7                                                      | 5,5                                                      | Línea Keikyū | | Minato |
| Servicios recíprocos (en la Línea Keikyū)                | Servicios recíprocos (en la Línea Keikyū)                | Servicios recíprocos (en la Línea Keikyū)                | Servicios recíprocos (en la Línea Keikyū)                | Servicios recíprocos (en la Línea Keikyū)                | al Aeropuerto Internacional de Haneda (a través de la Línea Keikyū Kūkō) a través de la Línea Zushi de Shinzushi (en la dirección a Oshiage) a Misakiguchi (a través de la Línea Kurihama) | al Aeropuerto Internacional de Haneda (a través de la Línea Keikyū Kūkō) a través de la Línea Zushi de Shinzushi (en la dirección a Oshiage) a Misakiguchi (a través de la Línea Kurihama) | al Aeropuerto Internacional de Haneda (a través de la Línea Keikyū Kūkō) a través de la Línea Zushi de Shinzushi (en la dirección a Oshiage) a Misakiguchi (a través de la Línea Kurihama) |
| A-07                                                     | Sengakuji                                                | 泉岳寺                                                   | 1,4                                                      | 6,9                                                      | ● | Línea Keikyū | Minato |
| A-08                                                     | Mita                                                     | 三田                                                     | 1,1                                                      | 8,0                                                      | ● | - Línea Toei Mita (I-04) - Línea Yamanote (Tamachi: JY27) - Línea Keihin-Tōhoku (Tamachi: JK22)                                                                                            | Minato |
| A-09                                                     | Daimon                                                   | 大門                                                     | 1,5                                                      | 9,5                                                      | ● | - Línea Toei Ōedo (E-20) - Línea Yamanote (Hamamatsuchō: JY28) - Línea Keihin-Tōhoku (Hamamatsuchō: JK23) - Monorraíl de Tokio (Monorail Hamamatsuchō: MO01)                               | Minato |
| A-10                                                     | Shimbashi                                                | 新橋                                                     | 1,0                                                      | 10,5                                                     | ● | - Línea Ginza (G-08) - Línea Tōkaidō (JT02, SMB) - Línea Yamanote (JY29, SMB) - Línea Keihin-Tōhoku (JK24) - Línea Yokosuka (JO18) - Yurikamome (U-01)                                     | Minato |
| A-11                                                     | Higashi-Ginza                                            | 東銀座                                                   | 0,9                                                      | 11,4                                                     | ｜ | Línea Hibiya (H-09) | Chūō |
| A-12                                                     | Takarachō                                                | 宝町                                                     | 0,8                                                      | 12,2                                                     | ｜ | | Chūō |
| A-13                                                     | Nihombashi                                               | 日本橋                                                   | 0,8                                                      | 13,0                                                     | ● | - Línea Ginza (G-11) - Línea Tōzai (T-10) | Chūō |
| A-14                                                     | Ningyōchō                                                | 人形町                                                   | 0.8                                                      | 13.8                                                     | ｜ | Línea Hibiya (H-13) | Chūō |
| A-15                                                     | Higashi-Nihombashi                                       | 東日本橋                                                 | 0,7                                                      | 14,5                                                     | ● | - Línea Toei Shinjuku (Bakuro-Yokoyama: S-09) - Línea Sōbu (Rápida) (Bakurochō: JO21) | Chūō |
| A-16                                                     | Asakusabashi                                             | 浅草橋                                                   | 0,7                                                      | 15,2                                                     | ｜ | Línea Chūō-Sōbu (JB20) | Taitō |
| A-17                                                     | Kuramae                                                  | 蔵前                                                     | 0,7                                                      | 15,9                                                     | ｜ | Línea Toei Ōedo (E-11) | Taitō |
| A-18                                                     | Asakusa                                                  | 浅草                                                     | 0,9                                                      | 16.8                                                     | ● | - Línea Ginza (G-19) - Línea Tōbu Skytree (TS-01) - Tsukuba Express | Taitō |
| A-19                                                     | Honjo-Azumabashi                                         | 本所吾妻橋                                               | 0,7                                                      | 17,5                                                     | ｜ | | Sumida |
| A-20                                                     | Oshiage                                                  | 押上                                                     | 0,8                                                      | 18,3                                                     | ● | - Línea Oshiage (KS45) (a la Línea Keisei) - Línea Hanzōmon (Z-14) - Línea Tōbu Skytree (TS-03)                                                                                            | Sumida |
| Servicios recíprocos (operado por el Ferrocarril Keisei) | Servicios recíprocos (operado por el Ferrocarril Keisei) | Servicios recíprocos (operado por el Ferrocarril Keisei) | Servicios recíprocos (operado por el Ferrocarril Keisei) | Servicios recíprocos (operado por el Ferrocarril Keisei) | al Aeropuerto Internacional de Narita a Inba-Nihon-Idai (a través del Ferrocarril Hōkusō) a Shibayama-Chiyoda (a través del Ferrocarril Shibayama)                                         | al Aeropuerto Internacional de Narita a Inba-Nihon-Idai (a través del Ferrocarril Hōkusō) a Shibayama-Chiyoda (a través del Ferrocarril Shibayama)                                         | al Aeropuerto Internacional de Narita a Inba-Nihon-Idai (a través del Ferrocarril Hōkusō) a Shibayama-Chiyoda (a través del Ferrocarril Shibayama)                                         |

1. ↑  No hay transferencias directas entre este estación y la estación que sirve la línea Tsukuba Express.

## Historia
La Línea Toei Asakusa fue la primera línea de metro construido por el Gobierno Metropolitano de Tokio. Según su plan original, la línea acabaría en la estación de Asakusa. Sin embargo, se cambió para aprovechar las conexiones existentes con el Ferrocarril Tōbu y la Línea Ginza.
El segmento inicial entre Oshiage y Asakusabashi tuvo una recorrida de 3,2 kilómetros, y fue abierto en el 4 de diciembre de 1960. La línea se inauguró en las siguientes etapas, de norte a sur: 
- Asakusabashi a Higashi-Nihonbashi – mayo de 1962
- Higashi-Nihonbashi a Ningyōchō – septiembre de 1962
- Ningyōchō a Higashi-Ginza – febrero de 1963
- Higashi-Ginza a Shinbashi – diciembre de 1963
- Shinbashi a Daimon – octubre de 1964
- Daimon a Sengakuji – junio de 1968 (comenzando el servicio recíproco con la Línea Keikyū)
- Sengakuji a Nishi-Magome – 15 de noviembre de 1968

De 1998 a 2002, la línea Asakusa fue utilizada como parte de una conexión ferroviaria entre los dos principales aeropuertos de Tokio, Haneda y Narita. Aunque algunos trenes todavía van de una aeropuerto al otro, el servicio ha disminuido en gran medida en su frecuencia desde 2002.
En 2005, un grupo de investigación del buró de transporte de Tokio propuso que la línea Asakusa conecte la Estación de Tokio con la estación Takaracho. Esto proporcionaría a la Estación de Tokio la primera conexión directa a la red de metro Toei. También haría posible llegar al aeropuerto de Haneda de Tokio en 25 minutos (frente a los 35 minutos actuales) y el aeropuerto de Narita en 40 minutos (frente a 57 minutos de hoy). Este plan aún no ha sido aprobado formalmente. 